# Weppes
Pour les articles homonymes, voir Weppes (homonymie).
Le pays de Weppes, appelé aussi « Les Weppes » ou « La Weppe », et autrefois « Quartier des Weppes », est un léger relief d'allongement sud-nord développé dans le substrat sableux (landénien) et argileux (yprésien). Situé à l'ouest et au sud-ouest de Lille, entre deux affluents de la rive gauche de l'Escaut, la Lys et la Deûle (canalisée). Le pays de Weppes est situé en Flandre française, et plus exactement en Flandre romane. D'origine latine, vient de ad vesperam qui signifie aux vêpres car les paysans de ce canton prononçaient weppe disant  au weppe  pour  au soir, à la nuit tombante  . C'est un territoire rural de 24 communes riche en patrimoine et en histoire.
Cette sous-région géographique présente un versant rectiligne et marqué (bien que de faible dénivelé) vers l'ouest et la Plaine de la Lys, tandis que son versant exposé vers l'est et la vallée de la Deûle est très doux avec un fort recouvrement lœssique qui a favorisé une agriculture très intensive et précoce, au détriment de la forêt.

## Histoire
Le pays de Weppes est cité à partir du XIe siècle. Son territoire correspond à une partie du Caribant et du pagus Scarbeius, à l'ouest et au sud-ouest de Lille.
Aujourd'hui comprise dans l'arrondissement de Lille, la Weppe était avant la Révolution un des « quartiers » entre lesquels se divisait la châtellenie de Lille ; les autres étant le Mélantois à l’est, le Ferrain au nord et le Carembault au sud-est et la Pévèle (qui n’avait pas de limite commune avec la Weppe). Le comté d’Ostrevent se trouvait au sud-est de la Châtellenie de Lille. L’Artois avec le bailliage de Lens et l’Alleu (ou Lalleu) et la Flandre maritime à l’ouest limitent par ailleurs ce pays.
Cette région est une vaste plaine aux sols riches, bien cultivée après les drainages qui en ont fait presque disparaître les marais, n'ayant rien qui la distingue fortement du reste de la Flandre. Elle a été très urbanisée.
Sa capitale en était Wavrin qui se distingue encore aujourd'hui, avec Santes et Houplin-Ancoisne dans une zone plus humide, classée en Parc « Parc de la Deûle », pour la protection des champs captant irremplaçables de cette zone qui alimente une grande partie de la communauté urbaine de Lille en eau. Cette zone est un des éléments majeurs de la Trame verte de la communauté urbaine et du conseil régional du Nord-Pas-de-Calais

## Communes

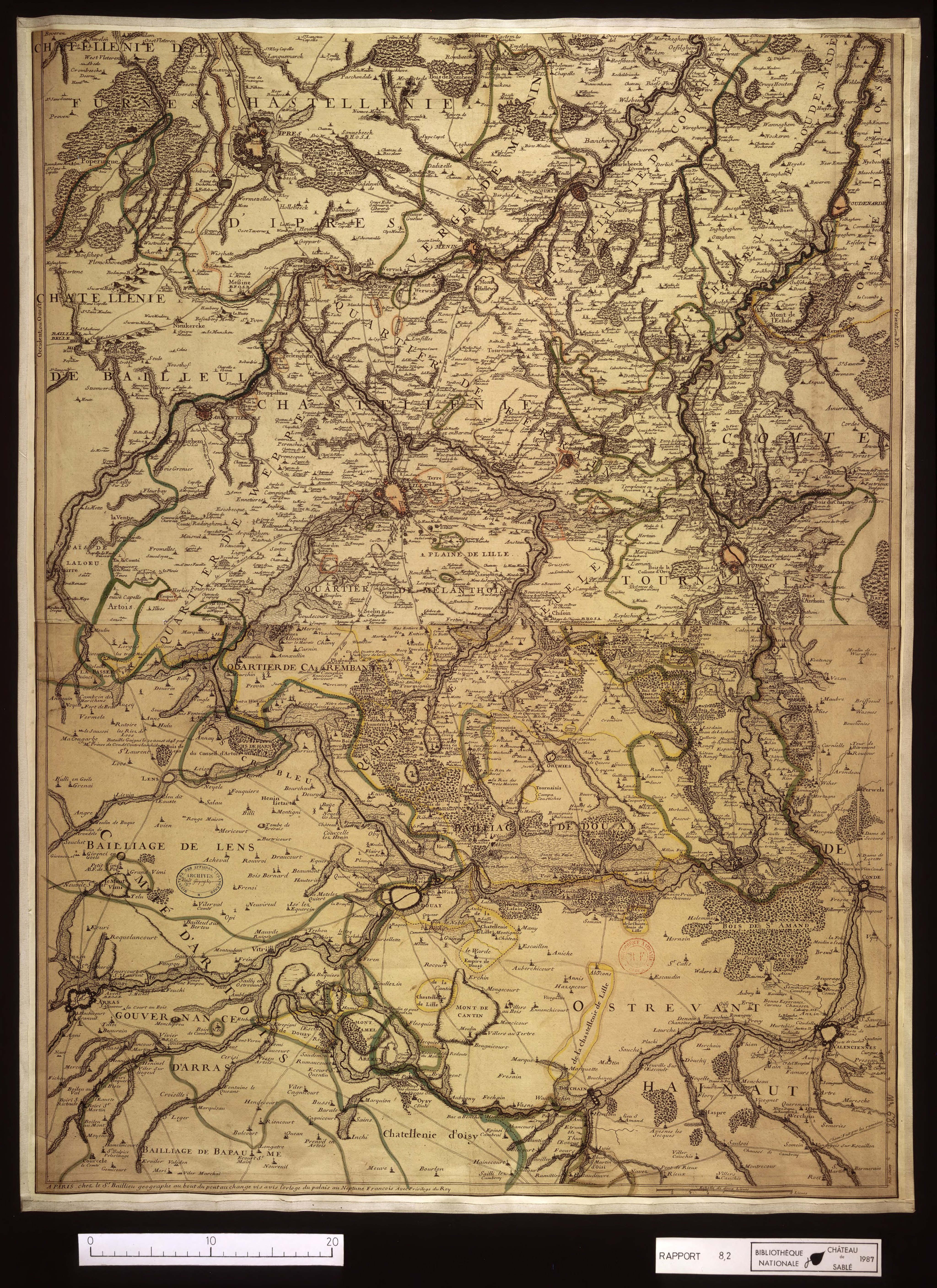
Quartiers de la châtellenie de Lille.

Les communes du Pays de Weppes sont les suivantes :   Aubers, Beaucamps-Ligny, Bois-Grenier, Don, Englos, Ennetières-en-Weppes, Erquinghem-le-Sec, Escobecques, Fournes-en-Weppes, Fromelles, Hallennes-lez-Haubourdin, Hantay, Haubourdin, Herlies, Illies, La Bassée, Le Maisnil, Marquillies, Radinghem-en-Weppes, Sainghin-en-Weppes, Salomé, Santes, Sequedin, Wavrin et Wicres.

## Doyenné Haubourdin-Weppes
Ce doyenné catholique, créé en 2010 à la suite d'un remembrement des paroisses et correspondant grosso modo aux Weppes, inclut les communes suivantes :
- la paroisse Sainte-Thérèse-en-Weppes: Beaucamps-Ligny, Bois-Grenier, Englos, Ennetières-en-Weppes, Erquinghem-le-Sec, Escobecques, Fournes-en-Weppes, Fromelles, Le Maisnil et Radinghem-en-Weppes;
- la paroisse Saint-Maclou d'Haubourdin;siége du doyenné dont l'Eglise se trouve en Mélantois
- la paroisse Sainte-Famille de Loos;
- la paroisse Saint-Marc: Emmerin, Hallennes-lez-Haubourdin et Santes;
- la paroisse Saint-Jean-en-Weppes: Don, Sainghin-en-Weppes et Wavrin;
- la paroisse Saint-Paul-en-Weppes: Aubers, Herlies, Illies, Marquillies et Wicres;
- la paroisse Saint-Rémi-en-Weppes: Hantay, La Bassée et Salomé.

## Personnalités
Chantal Dhennin-Lalart, docteure en Histoire et Civilisations (Laboratoire HLLI à ULCO, Lille université Charles de Gaulle) est née et a vécu toute sa vie dans le pays de Weppes. Elle a publié plusieurs ouvrages sur cette région, dont "La Mémoire de l'Ecuelle ou une certaine histoire d'Illies et du pays de Weppes".